# Hajja
Ḥajja (in arabo حجة‎?) è una città, capitale dell'omonimo governatorato, nello Yemen. Si trova a circa 1.800 metri di altezza.